# 死人狩り
『死人狩り』（しびとがり）は、1964年5月から11月まで「平凡パンチ」に連載された笹沢左保の推理小説、またそれを原作としたテレビドラマ。

## あらすじ
西伊豆を走行中の路線バスが崖下に転落、乗客27人もろとも海中に没した。バスの乗客には静岡県警の浦上の妻子も含まれていた｡当初は事故だと思われたが､実は転落直前に何者かによる散弾銃による銃撃を受けていたことが判明。警察は乗客の誰かに恨みを持つ者の犯行と断定する。だが犯人は27人のうちの誰を､何の目的で狙ったのか?　憎むべき犯人にたどり着くには、犠牲者たちの背景を一人ずつ洗う死人狩りしか方法はない｡浦上の執念の捜査によって浮かび上がる犠牲者たちの秘密とは、そして犯人とは?

## テレビドラマ

### 1965年版
本作を原作に、『乗っていたのは二十七人』（のっていたのはにじゅうしちにん）のタイトルで、1965年5月29日から同年11月13日まで、NETテレビ（現・テレビ朝日）系列にて放映された。全25話。

#### 放映データ
- 放映期間：1965年5月29日〜1965年11月13日
- 放映曜日・放映時間帯：毎週土曜日20時〜20時56分
- 放映話数：全25話
- 放映形式：モノクロ16mmフィルム

#### スタッフ
- 原作：笹沢左保『死人狩り』（『平凡パンチ』連載 徳間書店刊）
- プロデューサー：吉津正、塙淳一
- 脚本：大津皓一、阿部桂一、小滝光郎、押川國秋 他
- 監督：鈴木敏郎、今村農夫也、渡辺成男、北村秀敏
- 助監督：広田茂穂 他
- 音楽：池田正義
- 協力：静岡県警察本部、下田温泉ホテル
- 制作：NET、東映テレビプロ

#### キャスト
- 浦上達郎：高松英郎
- 伊集院刑事：高原駿雄
- 南村刑事：池田駿介
- 淵上捜査主任：伊沢一郎
- 丹下捜査係長：安部徹
- 捜査一係長：山形勲
- 浦上和子：鳳八千代
- 浦上節子（和子の妹）：磯村みどり
- 飲み屋のおかみ・静香：千之赫子
- 小谷運転手：佐竹明夫
- 宮園純子
- 福田公子
- 睦五郎
- 小沢重雄

#### 放映リスト
| 回数 | 放送日        | サブタイトル       | 脚本     | 監督       | ゲスト                                   |
| ---- | ------------- | ------------------ | -------- | ---------- | ---------------------------------------- |
| 1    | 1965年5月29日 | 生存者なし         | 大津皓一 | 鈴木敏郎   | 永井柳太郎、堀越節子                     |
| 2    | 6月5日        | 暗い家             | 大津皓一 | 鈴木敏郎   | 増田順司、渚健二                         |
| 3    | 6月12日       | 現金百万円         | 阿部桂一 | 今村農夫也 | 荒木一郎、桑山正一、桜むつ子             |
| 4    | 6月19日       | 生きていた!        | 阿部桂一 | 今村農夫也 | 名和宏、江見俊太郎                       |
| 5    | 6月26日       | 名誉               | 押川國秋 | 鈴木敏郎   | 村上冬樹、桧晋樹、河村弘二               |
| 6    | 7月3日        | 女狂い             | 押川國秋 | 鈴木敏郎   | 永井秀明、築地容子、林洋子               |
| 7    | 7月10日       | 誘惑               | 大津皓一 | 今村農夫也 | 近衛敏明、青野平義、渡辺明               |
| 8    | 7月17日       | 目撃者             | 大津皓一 | 今村農夫也 | 中江隆介、小松方正                       |
| 9    | 7月24日       | 狂犬               | 阿部桂一 | 鈴木敏郎   | 吉野憲司、本間文子、広田進司             |
| 10   | 7月31日       | 襲撃               | 阿部桂一 | 鈴木敏郎   | 福原秀雄、宮川洋一、柴田秀勝             |
| 11   | 8月7日        | 断崖               | 小滝光郎 | 今村農夫也 | 馬渕晴子、福原秀雄                       |
| 12   | 8月14日       | 異母兄弟           | 小滝光郎 | 今村農夫也 |                                          |
| 13   | 8月21日       | 失踪               | 阿部桂一 | 鈴木敏郎   |                                          |
| 14   | 8月28日       | 転任命令           | 大津皓一 | 鈴木敏郎   | 飯田覚三                                 |
| 15   | 9月4日        | 張込み             | 阿部桂一 | 今村農夫也 |                                          |
| 16   | 9月11日       | 脅迫               | 阿部桂一 | 今村農夫也 | 水木恵子、今井健二、原田甲子郎           |
| 17   | 9月18日       | 白い牙             | 小滝光郎 | 渡辺成男   | 武内文平、津田耕次、黒丸良               |
| 18   | 9月25日       | 犯された巨塔       | 小滝光郎 | 渡辺成男   | 武藤英司、緒方敏也、森山周一郎           |
| 19   | 10月2日       | 殺意               | 押川國秋 | 北村秀敏   | 岩城力也、上田忠好                       |
| 20   | 10月9日       | けだもの           | 押川國秋 | 北村秀敏   | 安藤三男、藤野高子、杉浦宏               |
| 21   | 10月16日      | 愛と憎しみと       | 阿部桂一 | 渡辺成男   | 岩城力也、蔵悦子、橋本菊子               |
| 22   | 10月23日      | 女狐               | 阿部桂一 | 渡辺成男   |                                          |
| 23   | 10月30日      | 弾丸               | 大津皓一 | 北村秀敏   | 西田昭市、金井大、飛鷹一、岸旗江、柳谷寛 |
| 24   | 11月6日       | 挑戦               | 大津皓一 | 北村秀敏   | 久仁博史                                 |
| 25   | 11月13日      | 真犯人（ほんぼし） |          | 北村秀敏   |                                          |

| NET（現・テレビ朝日）系 土曜20時台 | NET（現・テレビ朝日）系 土曜20時台 | NET（現・テレビ朝日）系 土曜20時台 |
| 前番組                             | 番組名                             | 次番組                             |
| ---------------------------------- | ---------------------------------- | ---------------------------------- |
| 風来物語                           | 乗っていたのは二十七人             | 黄色い風土                         |

### 1978年版
1978年12月16日から1979年1月13日まで、フジテレビでゴールデンドラマシリーズとして全5話が放送されたテレビドラマ。放送時間は毎週土曜日22:00～22:54。
主演の萩原健一は、テレビドラマで刑事役を演じるのは『太陽にほえろ!』の早見淳（マカロニ）役以来5年ぶりである。
長年にわたりソフト化・視聴の機会に恵まれていなかったが、2022年1月28日にDVDが発売された。

#### スタッフ
- 原作：笹沢左保「死人狩り」（徳間文庫）
- 企画：別所孝治、芦川博充、磯野理
- 脚本：岩元南、篠崎好
- 音楽：柳ジョージ&レイニーウッド
- 協力：二本松市、岳温泉観光協会
- 次回予告ナレーション：納谷悟朗
- プロデューサー：水野昇三、磯野理
- 監督：工藤栄一、田中徳三
- 主題歌：柳ジョージ&レイニーウッド「雨に泣いてる… Weeping In the Rain」
- 制作：ニーディー・グリーディー、東宝企画、フジテレビ

#### キャスト
- 萩原健一 ：浦上刑事

- 宇津宮雅代 ：岩崎静香

- 常田富士男 ：伊集院刑事

- 岡田英次

- 中井啓輔
- 中村たつ（第四回を除く）

- 小林稔侍 ：滝沢修一（第二回から第四回）
- 清水のぼる（第三回を除く）

- 山﨑努（特別出演）

- 丘みつ子 ：浦上和子

- 中村嘉葎雄 ：黒木係長（第三回を除く）

#### ゲスト
第一回
草薙幸二郎
絵沢萌子
高木均
岡本麗
和田周
本田博太郎
第三回
珠めぐみ ：レイコ
勝部演之 ：駒井
吉岡ひとみ
第四回
奥村公延
最終回
中島元
坂西良太
| フジテレビ系列 ゴールデンドラマシリーズ | フジテレビ系列 ゴールデンドラマシリーズ | フジテレビ系列 ゴールデンドラマシリーズ |
| 前番組                                  | 番組名                                  | 次番組                                  |
| --------------------------------------- | --------------------------------------- | --------------------------------------- |
| 火炎樹                                  | 死人狩り                                | 悪の紋章 （古谷一行版）                 |